# Đập Gordon
Đập sông Gordon hay còn gọi là đập Gordon là một đập vòng cung kép trên sông Gordon ở Tasmania. Nó có độ cao 140 m, và là đập cao nhất ở Tasmania và cao thứ 5 ở Úc.
Độ cao cột nước từ đập đến nhà máy phát điện Gordon là 183 m, nhà máy này cung cấp khoảng 13% lượng điện cho Tasmania.